# Thyrsocera pulchra
Thyrsocera pulchra är en kackerlacksart som beskrevs av Karlis Princis 1966. Thyrsocera pulchra ingår i släktet Thyrsocera och familjen storkackerlackor. Inga underarter finns listade i Catalogue of Life.